# Tit Anni Lusc (cònsol 153 aC)
Tit Anni Lusc (llatí: Titus Annius T. f. T. n. Luscus) va ser un magistrat romà fill probablement de Tit Anni Lusc.
Ciceró diu que era un orador notable. Va ser cònsol l'any 153 aC. Torna a aparèixer el 133 aC quan es va oposar a les reformes de Tiberi Grac. Pescenni Fest reprodueix una part d'un dels seus discursos.